# Flemming Møller Mortensen
Flemming Møller Mortensen (født 3. juli 1963 i Store Brøndum) er sygeplejerske og tidligere minister. Han var siden 13. november 2007 været medlem af Folketinget, valgt for Socialdemokratiet i Himmerlandkredsen (Nordjyllands Storkreds). Han blev 19. november 2020 af statsminister Mette Frederiksen udnævnt til udviklingsminister og minister for nordisk samarbejde i forbindelse med en ministerrokade som følge af Mogens Jensens afgang.

## Baggrund
Flemming Møller Mortensen er søn af præstegårdsforpagter Jens Møller Mortensen og sygehjælper Marie Kirstine Mortensen.
Han blev hf-student fra Aalborg Statsgymnasium i 1982, uddannet sygeplejerske ved Sygeplejeskolen i Aalborg 1988 og anæstesisygeplejerske i 1996. Imellem sin ordinære sygeplejeuddannelse og specialiseringen som anæstesisygeplejerske, arbejdede Mortensen blandt andet med spedalske i Indien. Efter at have arbejdet som souschef og senere afdelingssygeplejerske på anæstesiafdelingen på Aalborg sygehus blev han i 2000 ansat som lægemiddelkonsulent i AstraZeneca, hvor han i 2001 blev hospitalsspecialist og i 2002 bestod LIF-eksamen. Fra 2005 til 2007 arbejdede han som salgschef i medicinalfirmaet Novartis.

## Politisk karriere
Den politiske karriere begyndte i 2001, da Flemming Møller Mortensen blev valgt til kommunalbestyrelsen i Skørping Kommune. Ved kommunalvalget i 2005 blev han genvalgt til den nye Rebild Kommune, hvor han var medlem fra 2006 til han i 2007 blev medlem af folketinget fungerede som kultur- og fritidsudvalgsformand. Han var desuden medlem af repræsentantskabet for Aalborg Symfoniorkester og af bestyrelsen for Sydhimmerlands Museum.
Mortensen blev folketingskandidat for Himmerlandskredsen i 2007, og blev valgt i Nordjyllands Storkreds ved det efterfølgende folketingsvalg den 13. november 2007.
Ved Folketingsvalget 2011 modtog han 6.847 personlige stemmer og blev genvalgt. I 2013 blev Mortensen Socialdemokraternes sundhedsordfører. Han er desuden medlem af Sundhedsudvalget, Kulturudvalget, Kirkeudvalget, Grønlandsudvalget samt Færøudvalget.
Ved folketingsvalget den 18. juni 2015 blev Mortensen genvalgt til Folketinget med 7.897 personlige stemmer og fortsatte sit hverv som sundhedsordfører. Ved folketingsvalget 2019 blev Flemming Møller Mortensen atter genvalgt - og efter regeringsdannelsen 27. juni 2019 blev han valgt til Socialdemokratiets gruppeformand.
Han blev udnævnt til minister for udviklingssamarbejde og minister for nordisk samarbejde 19. november 2020.
Han blev i 2020 udnævnt til ridder af Dannebrog og gik således imod den socialdemokratiske linie om at sige nej til ordener.

## Ansættelse i sundhedssektoren

### Indien
Efter endt uddannelse tog Flemming Møller Mortensen til Sydindien for at arbejde med spedalske. Han arbejdede på et spedalskhedshospital i Tamil Nadu, som er den sydligste delstat i Indien. Hospitalet blev grundlagt i 1917 af den danske sygeplejerske Emilie Lillelund. Mortensen fortsatte sit arbejde med spedalske, blandt andet gennem sit virke i Spedalskhedsmissions bestyrelse. Foreningen samler hvert år penge ind til behandling af spedalske i den tredje verden.

### Grønland
Efter Mortensens ophold i Indien fortsatte han sit arbejde på Grønland, hvor han blev ansat på distriktssygehuset i Ilulissat.

### Aalborg
Efter at have arbejdet i med sundhed i udlandet, vendte Mortensen hjem til Danmark for at arbejde og specialisere sig som anæstesisygeplejerske på Aalborg Sygehus.

## Privatliv
Mortensen kom i 1985 sammen med sygeplejersken Erik Elgaard Sørensen, og de indgik et registreret partnerskab i 1990. Sørensen døde i 2019 af prostatakræft, og Mortensen blev herefter gift med Morten Thygesen den 21. maj 2022.